# Aziru
Aziru az ókori Amurru (ma Libanon) királya volt az i. e. 14. században, Abdi-Asratum fia.
Aziru cselekedetei jól ismertek az Ehnaton fáraó levéltárából előkerült ún. Amarna-levelekből. Bár névleg még Egyiptom vazallusa volt, mint apja, Aziru megpróbálta kiterjeszteni országa határait, és elfoglalta Szimirra városát. A szomszédos államok uralkodói, köztük a bübloszi Ríbaddi tiltakoztak ez ellen. Ríbaddi többször is egyiptomi beavatkozást kért Aziruval szemben, erre azonban nem került sor. Távollétében fivére, Ilirabih letaszította a trónról, Ríbaddi pedig hiába kérte először Egyiptom, majd, minden más lehetőség híján ellensége, Amurru segítségét. Aziru Szidón uralkodójának kezére adta, ahol nagy valószínűséggel megölték. Ehnaton egyik levelében (EA 162) követeli, hogy Aziru utazzon Egyiptomba és magyarázza meg, miért tette ezt.
Azirut legalább egy évig Egyiptomban tartották, csak akkor engedték el, amikor az előrenyomuló hettiták elfoglalták Amka városát, ezzel fenyegették Amurrut (EA 170). A király ezután titokban kapcsolatba lépett I. Szuppiluliumasz hettita uralkodóval, és nem sokkal hazatérése után átállt a hettiták oldalára, akikhez haláláig hű maradt.

## Szépirodalom
Aziru jelentős szerepet játszik Mika Waltari Szinuhe című regényében.

## Fordítás
- Ez a szócikk részben vagy egészben  az   Aziru című angol Wikipédia-szócikk ezen változatának fordításán alapul.  Az eredeti cikk szerkesztőit annak laptörténete sorolja fel. Ez a jelzés csupán a megfogalmazás eredetét és a szerzői jogokat jelzi, nem szolgál a cikkben szereplő információk forrásmegjelöléseként.

| Előző uralkodó: Abdi-Asratum | Amurrú királya i. e. 14. század | Következő uralkodó: Duppi-Tesub |